# 2014-es KDK-i Ebola-járvány

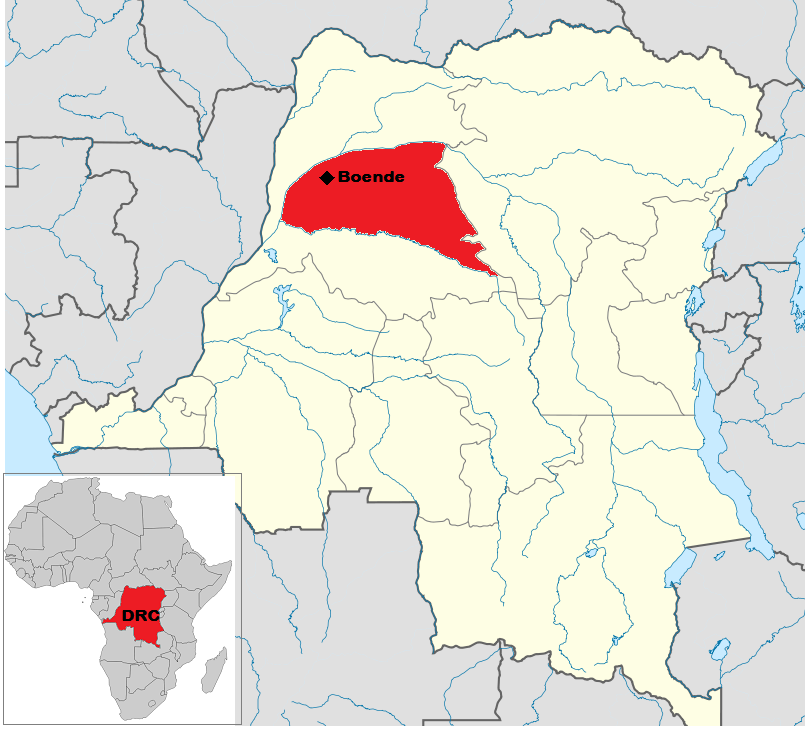
Az érintett terület a járvány idején

A 2014-es Ebola-járvány a Kongói Demokratikus Köztársaság (korábban: Zaire) történetében a hetedik járvány volt a vírus 1976-os azonosítása óta. Az év augusztusában azonosították az első megbetegedéseket. Az Egészségügyi Világszervezet (WHO) álláspontja szerint a kongói fertőzések nem álltak kapcsolatban a vele párhuzamosan tomboló nyugat-afrikai Ebola-járvánnyal. 2014. november 15-én a WHO Ebola-mentes országgá nyilvánította a Kongói DK-t, miután 42 nap óta nem számoltak be újabb megbetegedésről.

## A járvány terjedése
A nulladik páciens egy nő volt, aki egy Ikanamongo nevű faluban élt az északnyugati Egyenlítői tartományban. Bozóthús elfogyasztása után betegedett meg, s egy helyi kórházban történő kezelés ellenére 2014. augusztus 11-én meghalt. Gyógyításakor betegségét ismeretlen eredetű vérzéses lázként azonosították, a későbbi laboratóriumi vizsgálatok erősítették meg, hogy az Ebola-vírus egy válfajáról van szó. Augusztus 13-ra összesen 13 személy, köztük három egészségügyi dolgozó elhalálozását jelentették az Egyenlítői tartományban, mintegy 1200 kilométerre a főváros Kinshasától. Augusztus 26-án a tartományi egészségügyi minisztérium a WHO felé megerősítette az Ebola-járvány kitörését.
Az Orvosok Határok Nélkül (MSF) nevű nemzetközi segélyszervezet 50 fős orvosi személyzetet küldött az érintett térségbe, ahol két, összesen ötven férőhelyes kezelőközpontot állítottak fel. Az MSF, együttműködve az ország egészségügyi minisztériumával és a WHO-val, felvilágosító kampányba kezdett, biztosították a megfigyelt páciensek felügyeletét, felkutatták a betegekkel esetlegesen érintkező személyeket és nyomon követték a járvány terjedésének útvonalát annak érdekében, hogy a vírus más tartományokra való továbbvonulását megakadályozzák. Az érintett térségben az utak hiánya jelentősen megnehezítette az MSF munkáját.
2014. szeptember 2-ra a WHO jelentése szerint 31-en haltak meg az Egyenlítői tartomány észak-boendei térségében. Szeptember 9-én ez a szám 35-re emelkedett 62 megbetegedés mellett, a szám magába foglalta hét egészségügyi dolgozó halálát is. Október 28-ra 66 eset mellett 49 elhalálozást regisztráltak. A szám ezután már nem változott, ezért 42 nap elteltével, 2014. november 15-én az országot Ebola-mentes területté nyilvánították.

## Megbetegedések és halálozások száma
Számadatok a WHO jelentései alapján
| Dátum      | Fertőzések száma | Halálozások száma | Halálozási arány |
| ---------- | ---------------- | ----------------- | ---------------- |
| 2014/11/09 | 66               | 49                | 74,2%            |
| 2014/10/29 | 67               | 49                | 73,1%            |
| 2014/10/21 | 67               | 49                | 73,1%            |
| 2014/10/09 | 68               | 49                | 72,1%            |
| 2014/10/05 | 70               | 43                | 61,4%            |
| 2014/09/28 | 70               | 42                | 60%              |
| 2014/09/24 | 70               | 42                | 60%              |
| 2014/09/21 | 68               | 41                | 60,3%            |
| 2014/09/09 | 62               | 35                | 56,5%            |
| 2014/08/26 | 24               | 13                | 54,2%            |